# Alberto Viriglio
Alberto Viriglio (Torino, 17 febbraio 1851 – Torino, 22 agosto 1913) è stato uno scrittore, poeta e giornalista italiano, noto soprattutto per le proprie opere in lingua piemontese.

## Biografia

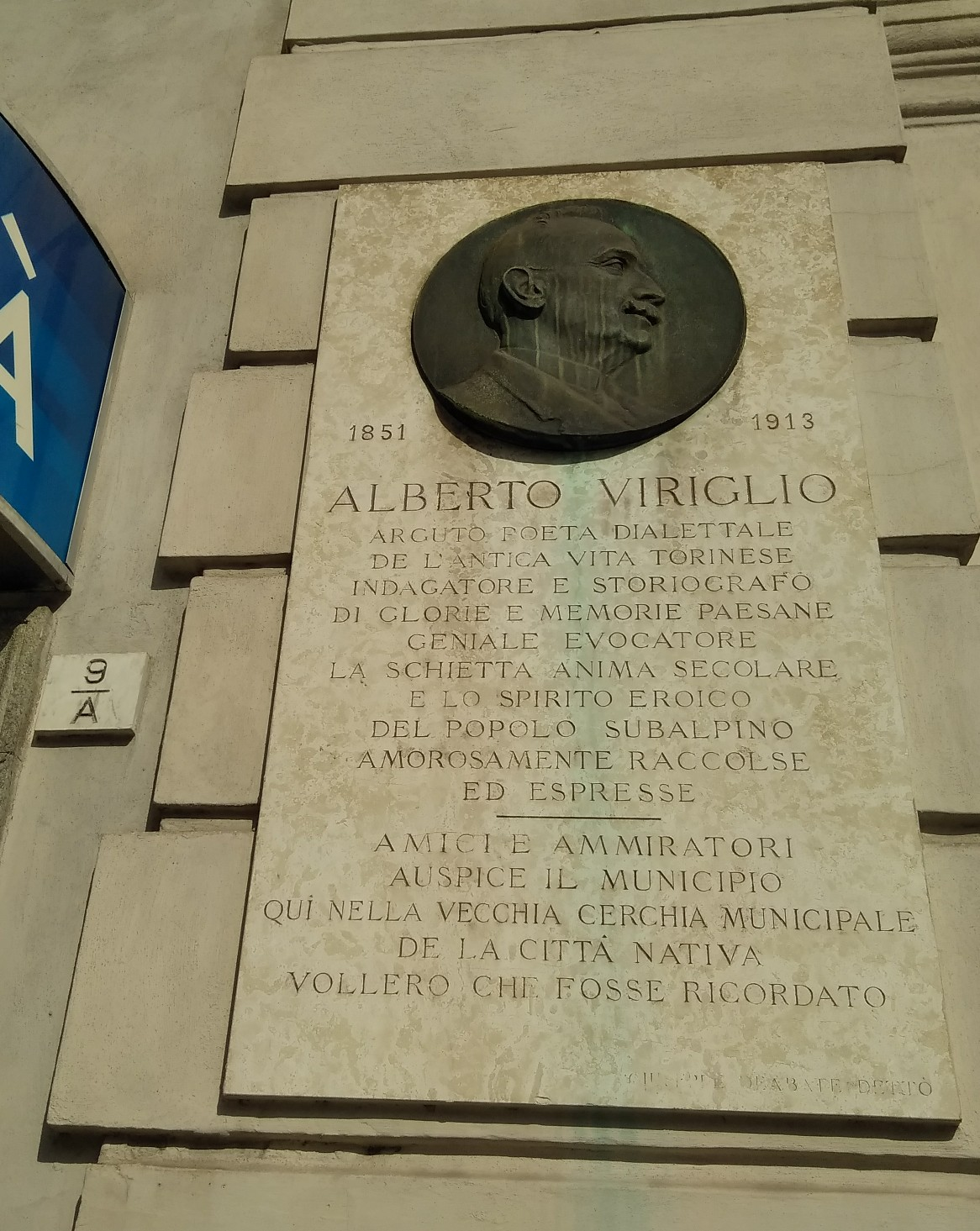
La lapide collocata a fianco del Palazzo Civico di Torino

Nato a Torino il 17 febbraio 1851, fu tra i principali scrittori tra quelli della cosiddetta generassion dël Birichin, che facevano cioè riferimento al giornale 'L Birichin, pubblicato tra il 1884 e il 1928. Oltre che come poeta fu molto noto come storico e divulgatore Rilevante fu anche la sua attività giornalistica, in particolare per La Voce del Popolo.
 Morì a Torino il 22 agosto 1913 nella stessa via Roma nella quale era nato.
La città di Torino gli ha intitolato una via nel quartiere Barriera di Milano.

### La grafiavirigliana
Viriglio fu sostenitore di un sistema di grafia della lingua piemontese diversa da quella tradizionale:
- con  ô indicava il suono che nella  grafìa piemontèisa moderna si rende con o;
- con  ñ indicava il suono della n velare, che nella grafia tradizionale si scrive n-;
- con  s sorda veniva sempre resa con ss.

Questo sistema è oggi stato abbandonato, ma venne adottato da scrittori come Augusto Monti, che scrisse con questo sistema una delle sue opere principali, I Sansôssí.

## Opere
- Alberto Viriglio, Voci e cose del vecchio Piemonte, Torino, Viglongo, 1992.
- Alberto Viriglio, Torino napoleonica : gaudii ed allegrezze ufficiali, Torino, Viglongo, 1989.
- Alberto Viriglio, Torino e i torinesi : minuzie e memorie, Torino, Viglongo, 1980.
- Alberto Viriglio, Come si parla a Torino : impressioni e scandagli, Torino, Bottega d'Erasmo, 1970.
- Alberto Viriglio, L'opera di Alberto Viriglio, Torino, Edilibri, 1970.
- Alberto Viriglio, Cronache dell'assedio di Torino 1706; disegni e decorazioni di Carlo Nicco, Torino, Casanova & C., 1930.
- Alberto Viriglio, L'prim sentenari d' l'ariv d' Gianduja a Turin, Torino, Tipografia della Gazzetta del popolo, 1908.
- Alberto Viriglio, Rime piemônteise, Torino, S. Lattes, 1904.
- Alberto Viriglio, Vecchia Torino, Torino, Lattes, 1903.
- Alberto Viriglio, Compare Bonom la Comedia piemonteisa : monologo recità la seira dél 5 avril 1902 al teatro Rossini an ôcasiôn d'l'inaugurassiôn dél bust d'Vittorio Bersezio, Torino, G. Sacerdote, 1902.
- Alberto Viriglio, Torino di ieri, Torino, Lattes, 1902.
- Alberto Viriglio, Il diavolo nel dialetto di Torino, Palermo, Carlo Clausen, 1900.
- Alberto Viriglio, Nosse Bocasso-Ferreo, Torino, Tip. Gazz. Popolo, 1899.
- Alberto Viriglio, ' nt l'«ultima cena» d'un amis carissim ch'a finiss sôa carriera d' Giôvnot për cômenssè côla 'd spôs felice, Torino, Origlia Festa e C., 1898.
- Alberto Viriglio, S.M. la bigieuia, Torino, Tip. Origlia Festa e C., 1897.
- Alberto Viriglio, La carità turineisa, Torino, Tip. Economica, 1896.
- Alberto Viriglio, Ij fransseis a Turin : memorie turineise, Torino, Tipografia Origlia, 1896.
- Alberto Viriglio, Turin d'una volta : memorie d' gioventù, Turin, Tip. Industriale Cesare Locatelli, 1895.
- Alberto Viriglio, Il drago di Gianduja, ossia Le relazioni autentiche (mese da rii e mese da piorè, mese vera e mese nen vera, mese an italian e mese an piemonteis) delle grandi guerre e vittoriose vicende di Gianduja nel paese di Calianetto / raccolte e pubblicate da Alberto Viriglio in occasione delle feste del Carnevale 1893 a Torino, Torino, Premiato stabilimento litografico Giani e figlio, 1893.
- Alberto Viriglio, Vita sgairà (polimetro), Torino, Stab. Tipografico Ferrero, 1888.